# Eschenau (Dolna Austria)
Eschenau – gmina w Austrii, w kraju związkowym Dolna Austria, w powiecie Lilienfeld. Według Austriackiego Urzędu Statystycznego liczyła 1346 mieszkańców (1 stycznia 2014).